# Břežany (okres Klatovy)
Obec Břežany (německy Breschan) se nachází v okrese Klatovy, kraj Plzeňský. Žije zde 209 obyvatel.

## Historie
První písemná zmínka o obci pochází z roku 1319.
Od 30. dubna 1976 do 23. listopadu 1990 byla vesnice součástí obce Malý Bor a od 24. listopadu 1990 je samostatnou obcí.

## Pamětihodnosti
- Kaple v lese
- Boží muka
- Křížek v obci z roku 1857

## Galerie

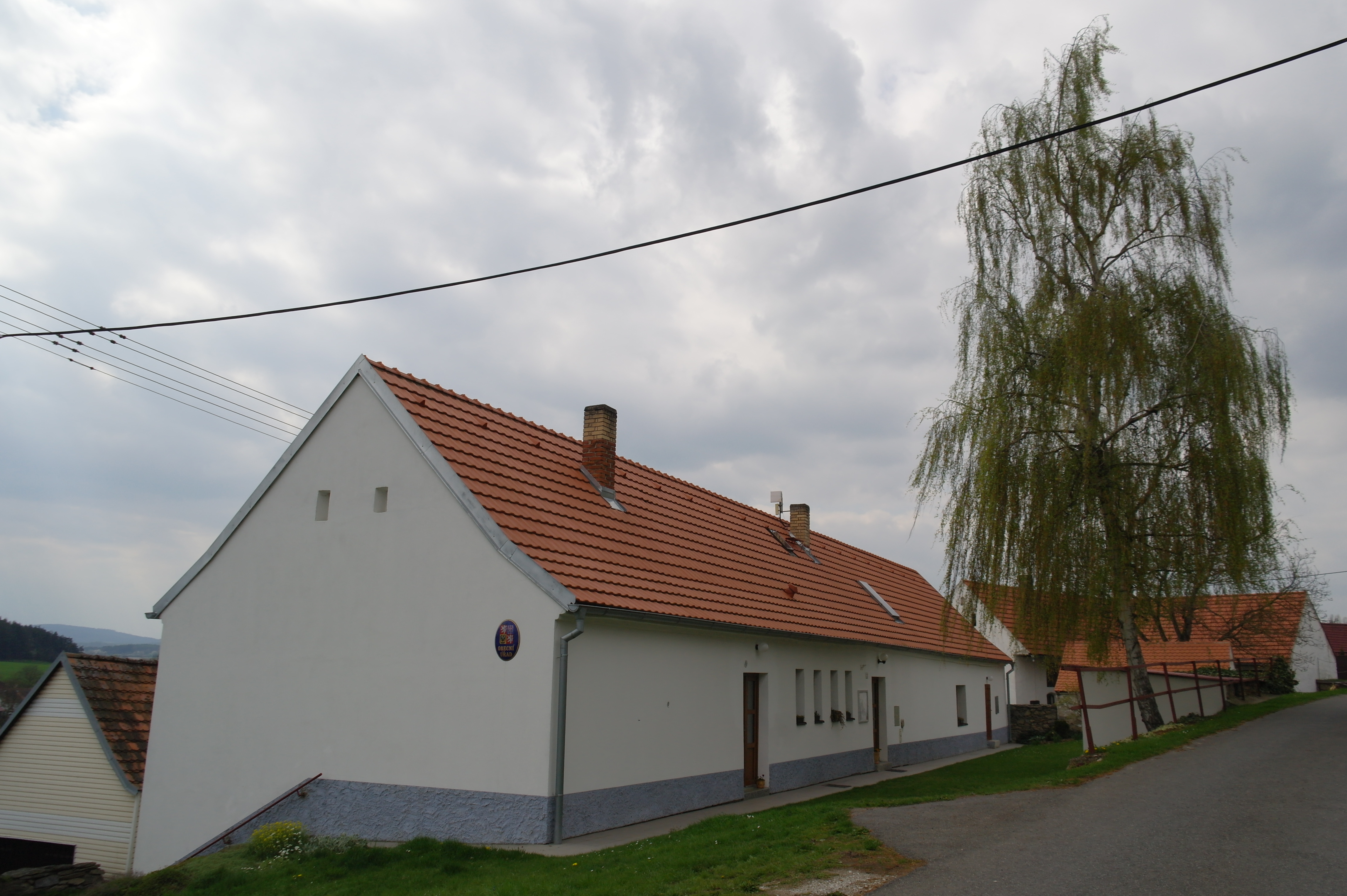
Obecní úřad
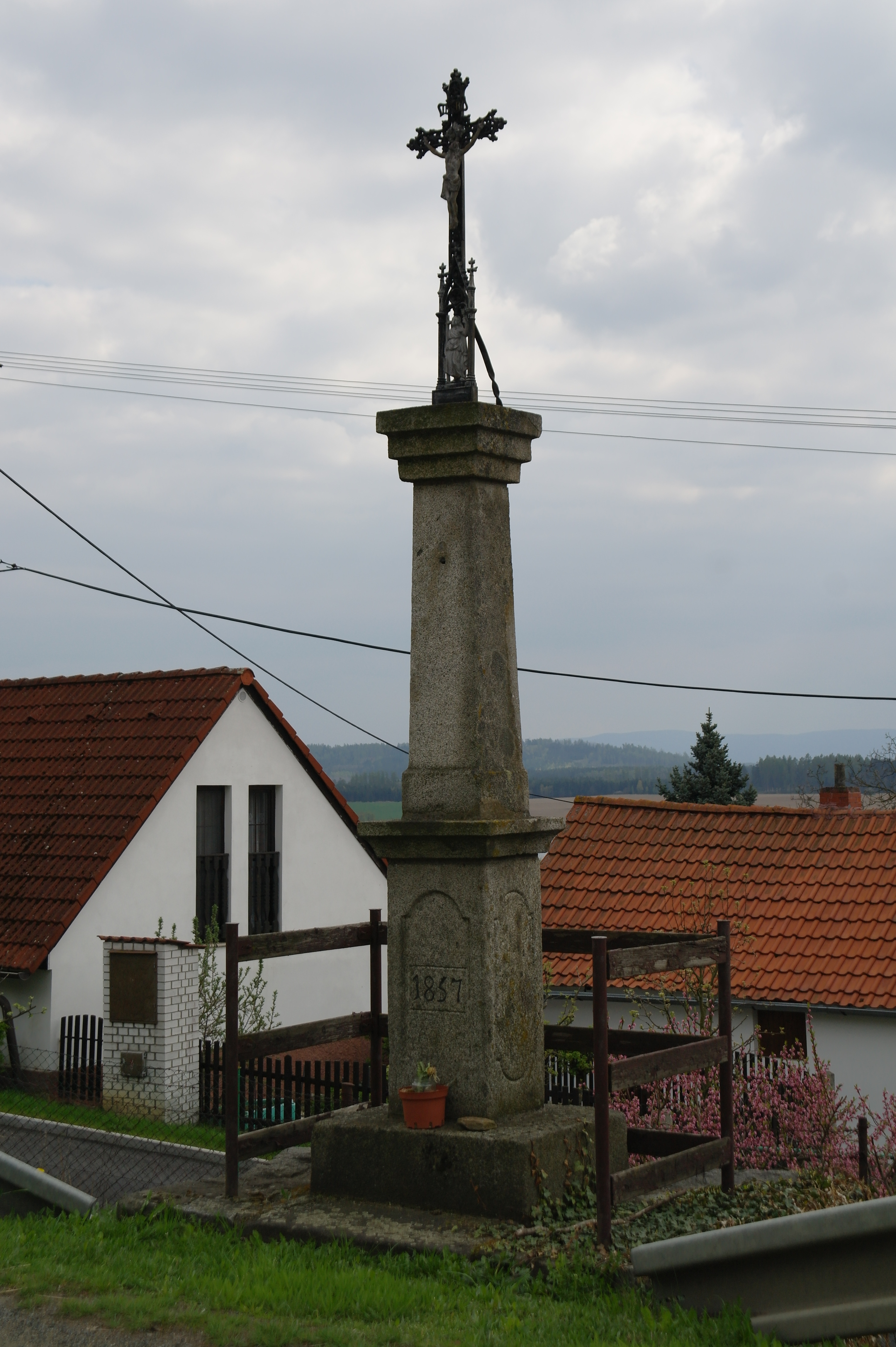
Křížek
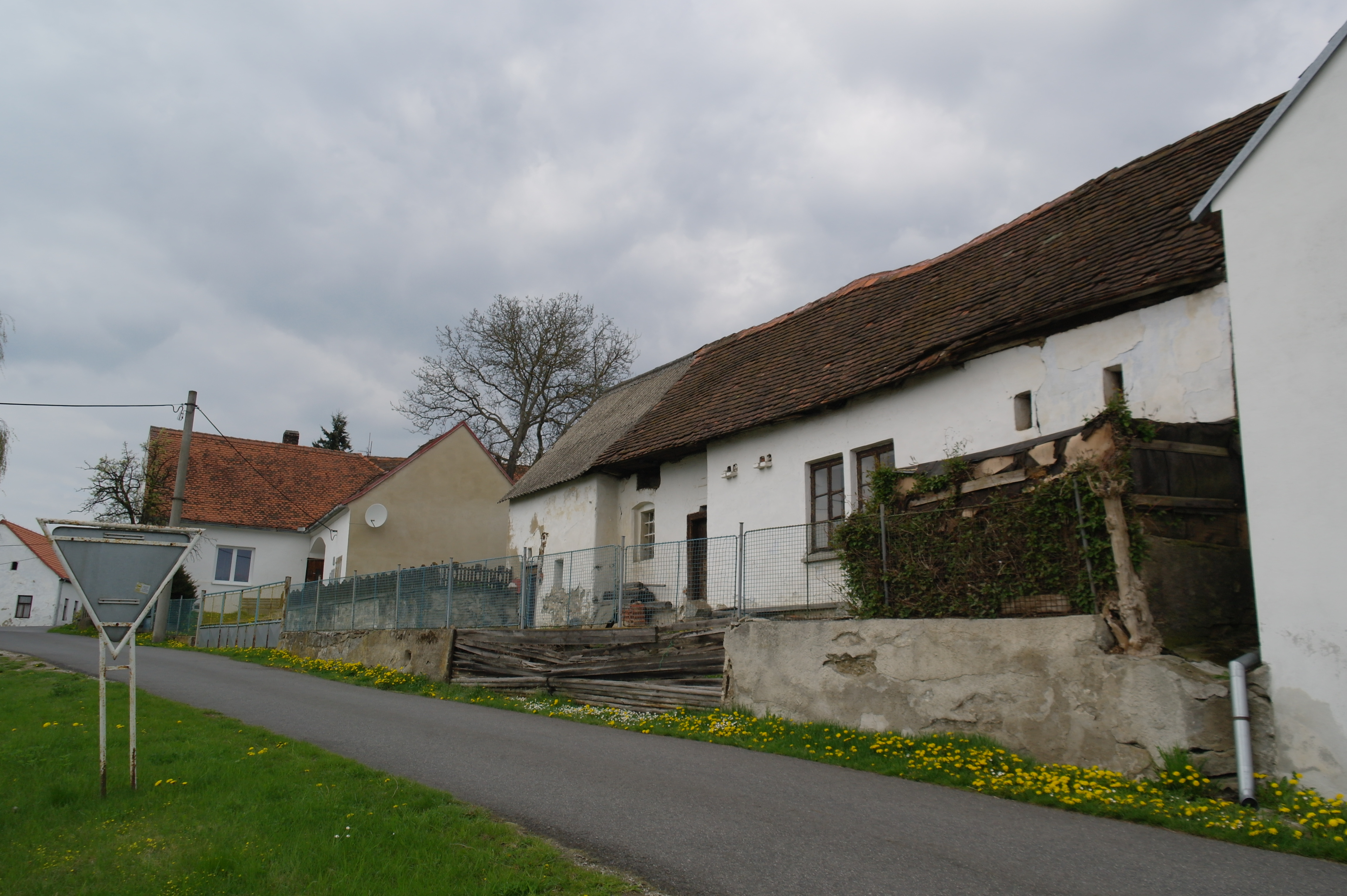
Domy